# 孟之麟
孟之麟（？—？），安徽大湖人，清朝政治人物。拔贡出身。
顺治十七年，擔任廣東廣州府永安縣知縣（現紫金縣知縣）。后由井在接任。